# منتخب النرويج لهوكي الجليد للناشئين
منتخب النرويج لهوكي الجليد للناشئين (بالنرويجية: Norges U20-herrelandslag i ishockey)‏ هو ممثل النرويج الرسمي في المنافسات الدولية في هوكي الجليد للناشئين
. تأسس في 1979.

## وصلات خارجية
- الموقع الرسمي